# یقین علی تپه ۲
یقین علی تپه ۲ مربوط به هزاره اول قبل از میلاد - سده‌های ۳ و ۴ ه.ق است و در شهرستان میاندوآب، بخش مرحمت آباد، دهستان مرحمت آباد جنوبی، ۵۰۰ متری سمت غرب روستای یاغلان تپه واقع شده و این اثر در تاریخ ۷ خرداد ۱۳۸۷ با شمارهٔ ثبت ۲۲۸۹۵ به‌عنوان یکی از آثار ملی ایران به ثبت رسیده است.